# Pyjterfolvo
Pyjterfolvo, česky také Petrovo (ukrajinsky Пийтерфолво, dříve Петрове, maďarskyTiszapéterfalva nebo také jen Peterfalva) je obec v okrese Berehovo v Zakarpatské oblasti Ukrajiny. V Pyjterfolvo je centrum územního společenství Pyjterfolvivská vesnická komunita (ukrajinsky Пийтерфолвівська сільська громада). V roce 2001 zde žilo 2064 obyvatel, z toho 96,08 % obyvatel bylo maďarské národnosti. V roce 2025 žilo v celé obci 5122 obyvatel.

## Části obce
- Pyjterfolvo
- Tysobykeň
- Forgolaň[2]

## Historie
Po skončení první světové války se obec jako součást Podkarpatské Rusi stala pod názvem Petrovo (maďarsky Peterfalva) součástí nově vzniklého Československa, byl zde obecní notariát, četnická stanice a poštovní úřad. V roce 1930 zde žilo 815 obyvatel. V roce 1938 byla obec v důsledku první vídeňské arbitráže přičleněna k Maďarsku. Po skončení druhé světové války byla obec postoupena Sovětskému svazu.

## Pamětihodnosti
- Reformovaný kostel z 18. století.
- Obrazová galerie, umístěná ve vile, kterou si zde v roce 1896 nechal postavit uherský politik György Endre (1848–1927). V galerii jsou mj. díla Andreje Kocky, Gavrila Gljuka, Fedira Manajla a Jozefa Bokšaje.
- Památník postavený na počest 91 vojáků (kuruců) z obce, kteří padli během Rákócziho povstání.
- Pomník vojákům a místním obyvatelům, kteří zemřeli během druhé světové války.
- Pomník obětem komunistického režimu.
- Socha Panny Marie.